# Pustara
Pustara je zemljišna prostrana površina. Ne koristi ga se u ratarske svrhe, nego za stočarske namjene, poglavito za uzgoj na otvorenom konja i svinja.